# Cibubur
Cibubur est un kelurahan (commune) du kecamatan (district) de Ciracas dans la municipalité de Jakarta Est en Indonésie.
En 2017, Cibubur compte 74 412 habitants. C' est l'un des cinq villages administratifs (kelurahan) du district de Ciracas (kecamatan) à l'est de Jakarta, Jakarta, la capitale de l'Indonésie.  Cibubur est situé dans un emplacement stratégique, entre Jalan Raya Bogor et la région de Jonggol. Cibubur est le site d'un village d'enfants SOS.
C'est le terminus de la Phase I du projet de métro léger du Grand Jakarta.